# Стаєнчинкі
Стаєнчинкі (пол. Stajenczynki, нім. Steinwiese) — село в Польщі, у гміні Оброво Торунського повіту Куявсько-Поморського воєводства.
Населення — 191 особа (2011).
У 1975-1998 роках село належало до Торунського воєводства.

## Демографія
Демографічна структура станом на 31 березня 2011 року:
|          | Загалом | Допрацездатний вік | Працездатний вік | Постпрацездатний вік |
| -------- | ------- | ------------------ | ---------------- | -------------------- |
| Чоловіки | 95      | 26                 | 63               | 6                    |
| Жінки    | 96      | 31                 | 50               | 15                   |
| Разом    | 191     | 57                 | 113              | 21                   |